# Ekaltadeta
Ekaltadeta is een geslacht van uitgestorven ratkangoeroes uit de familie Hypsiprymnodontidae. De soort leefde tijdens het Oligoceen en Mioceen in Australië. Ekaltadeta staat bekend als 'vleesetende kangoeroe', hoewel het vermoedelijk een omnivoor was.

## Fossiele vondsten
Ekaltadeta is bekend van fossielen uit Riversleigh in Queensland, waaronder een vrijwel complete schedel. De vondsten dateren uit het Laat-Oligoceen tot Midden-Mioceen en zijn gedaan in afzettingen van open bos en regenwoud. 

## Kenmerken
De vergrote voorkiezen wijzen er op dat Ekaltadeta zich voedde met vlees. Vermoedelijk was het echter meer een omnivoor dan een carnivoor. Het gewicht wordt geschat op vijf tot tien kilogram.